# Emanuel Qvarnström
Emanuel Qvarnström, född 15 december 1918 i Ramkvilla, död 30 november 1996, var en svensk författare. Qvarnström var ursprungligen försäkringsmatematiker, men lyckades vid 54 års ålder etablera sig som författare utgiven av ett stort förlag, AWE/Gebers. Hans första bok var självbiografisk; de flesta av hans senare böcker avhandlar filosofiska och politiska ämnen.  Litteraturkritiker har karakteriserat Qvarnström som ”självtänkare”.